# Internationale
Internationale bezeichnet in erster Linie den Zusammenschluss von Arbeiterorganisationen aus verschiedenen Ländern, die ideologisch von sozialistischen, kommunistischen oder anarchistischen Zielvorstellungen geprägt sind. Heutzutage am bekanntesten ist die teils sozialdemokratische, teils sozialistische Sozialistische Internationale.
Im übertragenen Sinne verwendet man den Begriff auch für andere internationale Phänomene, wie beispielsweise „blaue Internationale“ für die europäische Aristokratie oder „goldene Internationale“ für das globale Finanzkapital.

## Ursprung und Bedeutung
Der Begriff Internationale leitet sich von der Kurzbezeichnung der 1864 gegründeten Internationale Arbeiterassoziation (IAA), ab, die auch als Erste Internationale bezeichnet wird.
Die Grundidee einer solchen Vereinigung entstammt der Forderung „Proletarier aller Länder, vereinigt euch!“, die im Jahre 1848 von Karl Marx und Friedrich Engels im Kommunistischen Manifest verankert worden war.
Dieser Appell richtete sich an alle revolutionär-sozialistischen Arbeiterparteien und -organisationen, die sich zum Internationalismus bekennen. Die weltweit verbreitete Hymne der sozialistischen Arbeiterbewegung Die Internationale sollte der Festigung dieses Bandes dienen.

## Die einzelnen Richtungen

### Erste Internationale
Die Erste Internationale oder auch Internationale Arbeiterassoziation (IAA) wurde 1864 von englischen Gewerkschaftern und französischen Emigranten in London gegründet. Karl Marx wurde als Mitglied des vorläufigen Organisationskomitees eingeladen und hatte entscheidenden Einfluss auf deren Verlauf. Es wurde betont, dass die Befreiung von der Unterdrückung „das Werk der Arbeiter selber sein müsste“, mit dem Ziel, jegliche Art von Klassengesellschaft zu beseitigen.
Es bestanden endlose Diskussionen zwischen Marx, den französischen Anhängern Proudhons und den Anhängern Bakunins. 
Die Internationale überlebte das Scheitern der Pariser Kommune 1871 nicht und wurde 1876 auch formal aufgelöst. Der Grund des Scheiterns lag im unlösbaren Konflikt zwischen Karl Marx als Vertreter des Kommunismus und Michail Bakunin als Vertreter des Anarchismus.

### Zweite (Sozialistische) Internationale
Die Zweite Internationale bzw. Sozialistische Internationale wurde 1889 in Paris gegründet. Sie löste sich zu Beginn des Ersten Weltkriegs auf, da ihre Parteien sich jeweils mit ihrer kriegführenden Regierung arrangiert hatten (vgl. Burgfrieden, Union sacrée). Eine Neugründung nach dem Krieg wurde wegen Gründung der Dritten Internationale (= Komintern) durch Lenin auf Antrag der österreichischen SDAP (Friedrich Adler) hinausgeschoben. Damals verweigerte die europäische Sozialdemokratie den Anarchisten den Zutritt zu der Zweiten Internationale, obwohl sie während der Ersten Internationale noch zu den stärksten Fraktionen der Arbeiterbewegung gehörten.
In den 1920er Jahren gab es verschiedene Versuche, die zweite Internationale als Alternative zur Komintern wiederzubeleben. Dazu gehörte zunächst die Internationale Arbeitsgemeinschaft Sozialistischer Parteien (= Zweieinhalbte Internationale). Sie stellt den unter Leitung des Österreichers Friedrich Adler stehenden Versuch dar, im Rahmen des vom stellvertretenden Vorsitzenden und Chefideologen der österreichischen Sozialdemokratischen Arbeiterpartei (SDAP) Otto Bauer propagierten Integralen Sozialismus die mit der Gründung der Dritten Internationale auseinandergedrifteten Arbeiterbewegung wieder zu vereinen. Als dieser Versuch im April 1922 bereits bei der Vorkonferenz in Berlin scheiterte, löste sich die Arbeitsgemeinschaft auf, schloss sich der verbliebenen Reste der Zweiten Internationale an und gründete mit ihr gemeinsam am 21. Mai 1923 in Hamburg die Sozialistische Arbeiterinternationale als Vereinigung jener Parteien, die sich nicht der Dritten Internationale angeschlossen hatten. 
Die Sozialistische Arbeiterinternationale ging im Zuge des Zweiten Weltkrieges unter, in dessen Verlauf die Masse der sozialistischen Parteien in Europa zerschlagen wurde.

### Dritte (Kommunistische) Internationale
Die Dritte Internationale oder auch: Kommunistische Internationale (= Komintern) wurde 1919 in Moskau gegründet.
Das Brechen der Beschlüsse der Konferenz der 2. Internationale 1913 (einen zukünftigen Krieg zwischen den Ländern mit einem Krieg zwischen den Klassen zu beantworten) und die Unterstützung des Kriegskurses der jeweiligen Mitgliedsparteien, stellte den politischen Bruch der 2. Internationale mit den Traditionen der Arbeiterbewegung (Internationale Solidarität) dar. Im Zuge der gewaltsamen Aneignung der Produktionsmittel durch die Arbeiter und die Errichtung von eigenen Interessenorganen (Milizen, Räte) in vielen Ländern (Russland, Deutschland, Italien, Österreich-Ungarn usw.) schlossen die linken Sozialisten, nun sei der Zeitpunkt gekommen, eine neue Internationale aufzubauen.
Parallel zur Komintern wurde 1921 in Moskau die Rote Gewerkschafts-Internationale gegründet.
Unter der Diktatur Josef Stalins, der in den innerparteilichen Konflikten der KPdSU 1924 die Theorie vom Sozialismus in einem Land propagiert hatte und sich spätestens 1927 gegen die Linke Opposition in der Sowjetunion durchsetzen konnte, verlor die Komintern zusehends an Bedeutung. Im Jahr 1943 wurde sie schließlich aufgelöst, nicht zuletzt aus Rücksicht auf die verbündeten Mächte Großbritannien und USA. 1947 wurde sie in neuer Form wieder aufgebaut (beziehungsweise umgewandelt) als Kominform (Kommunistisches Informationsbüro), das dann 1957 infolge der Entstalinisierung endgültig aufgelöst wurde.
Nach Auflösung der Kominform organisierte sich die kommunistische Weltbewegung unter anderem durch internationale Konferenzen. So zum Beispiel bei den Internationalen Treffen Kommunistischer und Arbeiterparteien 1960 und 1969. Seit 1998 existiert mit dem Internationalen Treffen Kommunistischer und Arbeiterparteien wieder eine kontinuierlich arbeitende internationale Organisation der Kommunistischen Parteien.

### Vierte Internationale
Die Vierte Internationale, gegründet 1938, war die durch Leo Trotzki initiierte Reaktion auf den Stalinismus. Vor den Moskauer Prozessen hatte sie einen gewissen Einfluss auf die Linke Opposition innerhalb der KPdSU und führte auch in der KPD einen teilweise erfolgreichen Kampf gegen die stalinistische Bürokratie und für die Aufrechterhaltung marxistischer Prinzipien.
Die erste größere Spaltung ereignete sich kurz nach dem gewaltsamen Tod Trotzkis, als 1941 in der großen US-amerikanischen Sektion, Socialist Workers Party (SWP), keine Einigung über die Haltung zur aktuellen Führung der Sowjetunion und zu den Methoden des dialektischen Materialismus erzielt werden konnte. Es wird spekuliert, dass die SWP von zahlreichen russischen und US-amerikanischen Agenten durchdrungen war, die zum Dissens beitrugen. Weitere Spaltungen führten dazu, dass sich nun mehrere Organisationen als Vierte Internationale betrachten, beziehungsweise eine solche neu errichten wollen. Diese Spaltungen und das geringe politische Gewicht ihrer Teilorganisationen haben die Bedeutung der Organisation minimiert.

### Die neu gegründete Sozialistische Internationale
Die bis in die Gegenwart existierende Sozialistische Internationale (SI) wurde am 30. Juni 1951 in Frankfurt am Main als Neugründung mit dem Anspruch ins Leben gerufen, die Tradition der Zweiten Internationale wiederzubeleben. Sie umfasst zurzeit 168 Parteien unterschiedlicher Ausrichtung (sozialdemokratische, sozialistische und reformkommunistische Parteien). Zur Abgrenzung von der marxistischen dritten und trotzkistischen vierten Internationale wird sie selten auch als fünfte Internationale bezeichnet.

## Weitere Gruppierungen und Projekte
- Die Internationale Vereinigung der Kommunistischen Opposition bestand aus Parteien, die sich aufgrund der 1928 erfolgten ultralinken politischen Wende der Komintern von der Dritten Internationale abgespalten hatten. Sie bestand von 1930 bis 1939.

- Das Londoner Büro bestand zwischen 1932 und 1940 und war ein Zusammenschluss (teilweise exilierter) linkssozialistischer und unabhängiger kommunistischer Parteien und Gruppen, die ideologisch zwischen den beiden großen Internationalen standen.

- Anarchisten: Nach dem Niedergang der Ersten Internationale kam es zu einigen Zusammenschlüsse anarchistischer Gruppierungen auf internationaler Ebene. Die 1922 gegründete anarchosyndikalistische IAA verfügte in den 1920er und 1930er Jahren in Ländern wie Spanien und Argentinien über eine Massenbasis, die heute nicht mehr existent ist. 1968 wurde die Internationale der Anarchistischen Föderationen gegründet, die sich auf die antiautoritäre Internationale (1872) beruft.

- Im April 2003 benannte sich die trotzkistische „Liga für eine Revolutionär-Kommunistische Internationale“ in „Liga für die 5. Internationale“ um. Aufbauend auf der Kritik der vorangehenden formellen vier Internationalen, die als degeneriert und zentristisch bezeichnet werden, fordert sie die Schaffung einer neuen Internationale, um die Führungskrise des Proletariats zu überwinden. Die LFI hat u. a. Sektionen in Deutschland, Österreich, Großbritannien und Pakistan.[1]

## Parteibündnisse und Organisationen
Später griffen auch andere internationale Parteienbündnisse wie z. B. die Liberale Internationale, die Humanistische Internationale oder die Zentristisch Demokratische Internationale  auf diesen Begriff zurück. Man findet ihn auch bei der Situationistischen Internationale, bei den Agrarparteien als „Grüne Internationale“ oder bei außerparlamentarischen Gruppierungen wie die Hedonistische Internationale oder die Progressive Internationale.